# Гётеборгская система
Гётеборгская система (устар. Готенбургская, Готебургская) — система борьбы с алкоголизмом, возникшая в 1860-х годах в Гётеборге (Швеция) как попытка контроля за потреблением спиртных напитков. Впервые с большим успехом была применена по инициативе пастора Петера Висельгрена в 1865 году. Просуществовала до 1917 года, была внедрена также в Норвегии и Финляндии. В 1919 году шведы применили новую систему — Братта (1919—1955).
Суть системы заключалась в том, что в определённом районе розничная продажа спиртных напитков с целью контроля их потребления монопольно предоставлялась филантропическому акционерному обществу, которое производило отпуск спиртных напитков в условиях, отвлекающих от чрезмерного их потребления (закусочные и чайные при питейных лавках, благонадёжные продавцы, запрещение отпуска в кредит и несовершеннолетним и так далее); за отчислением акционерами 5 % на затраченный оборотный капитал все прочие доходы должны были использоваться на благо местного населения. Городская казна должна была контролировать поступающие от системы доходы и использовать их для устройства столовых, читален, лекций, библиотек, парков, музеев, спортивных площадок, кинотеатров, а также для финансирования служб скорой помощи и сестёр милосердия.

## Предыстория
В Швеции с 1788 года была установлена почти полная свобода винокурения и питейной торговли; в результате получилось то, что в 1829 году в ней насчитывалось до 173 124 винокурен, и в редкой деревне не было кабака. Пьянство было развито до крайних пределов. До середины XIX века годовое потребление алкоголя в Швеции составляло 34 литра.
С 1835 года был издан ряд законов, направленных к изменению этого печального положения. Установлением определенного минимального производства было сокращено количество винокуренных заводов; ограничен был также период винокурения. Количество заводов к 1850 году уменьшилось до 43 947, а душевое потребление водки понизилось за это время почти наполовину. В 1855 году было запрещено домашнее производство алкоголя. Дальнейшим развитием законодательства число заводов к 1855 году было сокращено до 3481, а потребление спиртных напитков с 22 литров уменьшилось к 1865 году до 9,5 литров на душу. Этому результату способствовали и другие мероприятия; право питейной торговли было значительно ограничено, будучи поставлено в зависимость от разрешения общины и местного управления; была повышена стоимость патентов и обращено внимание на повышение нравственного ценза продавцов. Однако, борьба с алкоголизмом в значительной мере тормозилась противодействием со стороны продавцов, личные выгоды которых побуждали к распространению потребления спиртных напитков. Это привело к осознанию необходимости изъять питейную торговлю из рук заинтересованных лиц и тем лишить её характера наживы.

## История
В 1865 году, в городе Гётеборге, по почину известного в Швеции филантропа, пастора Петера Висельгрена, было учреждено «Гётеборгское акционерное питейное общество», давшее своё название новой системе борьбы с алкоголизмом.
Общество это поставило главным руководящим принципом своей деятельности не извлечение выгоды, а обращение самого предприятия на благо населения, на что имелось в виду расходовать большую часть получаемой прибыли. Будучи поддерживаемо в своих стремлениях городским управлением и получив в Гётеборге питейную монополию, общество на первых же порах начало уменьшать число кабаков, доведя его с 72-х до 19-ти (1885 год); оставшиеся кабаки были снабжены обширными, хорошими помещениями, подобран контингент благонадежных продавцов, получающих от общества достаточное жалованье; отпуск спиртных напитков в кредит и под залог был строжайше воспрещен; запрещено продавать напитки пьяному посетителю, а также лицам, не достигшим 18-летнего возраста; лицам взрослым, но известным своим нетрезвым поведением, могло быть отказано, по просьбе их родственников, в отпуске спиртных напитков. Из-за того, что по опыту, люди охотнее и больше пьют натощак, было обращено большое внимание на то, чтобы в каждом питейном заведении было достаточное количество съестных припасов, блюд и безалкогольных напитков, по утверждённой обществом таксе; успешный их сбыт обеспечивался тем, что вся прибыль от продажи поступала в личную пользу продавцов.
Кроме стремления ограничить и упорядочить потребление спиртных напитков, общество задалось целью способствовать всему тому, что могло отвлечь население от желания пользоваться алкоголем: оно устроило несколько обширных столовых и несколько больших читален, где каждый может найти значительный выбор книг, газет и журналов и получить за небольшую плату здоровые, безалкогольные напитки. При каждом питейном заведении имелся небольшой выбор журналов и газет, бывшие к услугам каждого ежедневно до 10 часов вечера, между тем как продажа спиртных напитков прекращалась в 19 или 20 часов, смотря по времени года, и сверх того во все праздничные и воскресные дни. Совокупность всех этих мероприятий привела к тому, что за период с 1875 по 1892 годы душевое потребление спиртных напитков в Гётеборге сократилось более чем наполовину. Тем не менее, акционерное общество извлекало из предприятия прибыль, которую оно (за исключением 5 % на затраченный капитал) расходовало на благо населения; это достигалось тем, что стоимость водки за вышеуказанный период времени удвоилась.

## Распространение в Европе
Гётеборгская система была распространена в Швеции, Норвегии и Финляндии, затем благодаря своему успеху получила распространение в Великобритании (преимущественно в Шотландии).

### Норвегия
В Норвегии гётеборгская система была введена в 1871 году. В 1876 году, когда количество акционерных компаний было еще незначительно, процентное отношение количества вина, проданного этими компаниями, к количеству всего вина, которое было потреблено в Норвегии, равнялось лишь 8,3 % и душевое потребление в стране за этот год равнялось 7,0 квартам; в 1890 году упомянутое процентное отношение возросло до 49,1 %, а душевое потребление упало до 3,3 кварт. Параллельно распространению гётеборгской системы и сокращению потребления спиртных напитков наблюдалось уменьшение заболеваний и смертных случаев вследствие пьянства: в Норвегии в 1878 году в больницах было 269 случаев заболеваний от пьянства; в 1886 году число заболеваний уменьшилось до 180.

### Шотландия
В Шотландии данная система часто именуется «готской». На рубеже XIX и XX веков она была введена в Лотиане, Стирлингшире, Эйршире, Файфе, в значительной мере при содействии местных угольных компаний. Главные усилия были направлены на исключение создания в пабах условий, как-либо повышавших привлекательность употребления спиртного: в частности, была запрещена его продажа в кредит и любые пари или азартные или прочие игры, которые могли оказаться как-то связаны с алкоголем (в том числе игра в домино). На сегодняшний день в Шотландии сохранилось четыре паба, работающих по гётеборгской системе.